# José María Stampa Braun
José María Stampa Braun (Valladolid, 6 de marzo de 1925-Madrid, 25 de diciembre de 2003) fue un abogado español, catedrático de Derecho Penal de la UNED.

## Biografía
Licenciado en Derecho por la Universidad de Valladolid, completó sus estudios en la Universidad de La Sorbona de París y se doctoró en la Universidad de Bolonia con la tesis Delito de infanticidio. Casado y con cinco hijos.

## Trayectoria
Comenzó a ejercer la abogacía en 1955. En los 45 años siguientes llegó a convertirse en uno de los abogados penalistas más prestigiosos de España e intervino en algunos de los procesos más mediáticos que se han desarrollado en ese país en la segunda mitad del siglo XX. 
Bajo el franquismo, participó en los casos Sofico y Matesa y a finales de la década de 1970 representó al Colegio de Abogados de Madrid como acusación particular en el juicio por la denominada Matanza de Atocha de 1977. En esa época también defendió a Antonio Tejero en el juicio por la Operación Galaxia.
Ya en la década de 1980, asumió la defensa de Rafael Escobedo en el juicio por el que probablemente fue el crimen más mediático de la década, el asesinato de los marqueses de Urquijo. Posteriormente, defendió a celebridades como Lola Flores o Pedro Ruiz de las acusaciones de delitos fiscales y en 1988 llevó la defensa de Laureano Oubiña, narcotraficante gallego
Ya en la década de 1990, representó al Grupo KIO contra Javier de la Rosa y defendió a la ex directora general del BOE, Carmen Salanueva. En 1994 asumió la defensa de Julián Sancristóbal por el secuestro de Segundo Marey, uno de los delitos clave de los denominados Grupos Antiterroristas de Liberación (GAL).
También defendió a Luis Roldán, quien fuese director general de la Guardia Civil en 1998, y a Augusto Pinochet en el proceso iniciado por el Juez Garzón en 1999. Del mismo modo, se encargó de la defensa en el llamado "juicio del crimen de Cieza" del ganadero Manuel Costa.
Le fue otorgada la Cruz de Honor de San Raimundo de Peñafort.

## Obras
- «Introducción a la ciencia del Derecho Penal».
- «El delito del infanticidio».
- «La tutela penal de los derechos fundamentales».